# Xanrey
Xanrey – miejscowość i gmina we Francji, w regionie Grand Est, w departamencie Mozela.
Według danych na rok 1990 gminę zamieszkiwało 114 osób, a gęstość zaludnienia wynosiła 15 osób/km² (wśród 2335 gmin Lotaryngii Xanrey plasuje się na 931. miejscu pod względem liczby ludności, natomiast pod względem powierzchni na miejscu 781.).

## Linki zewnętrzne

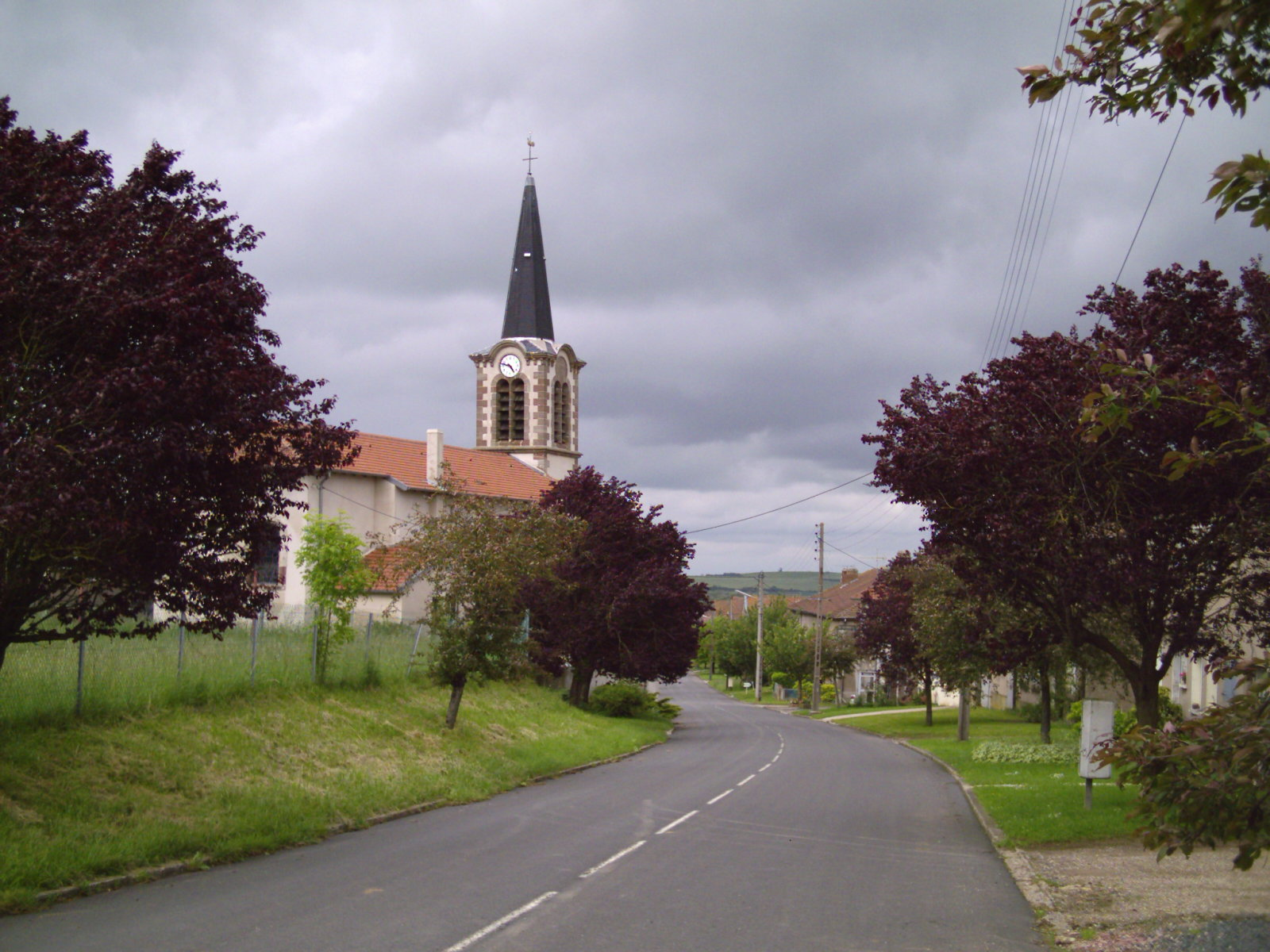
Xanrey